# Tišatal

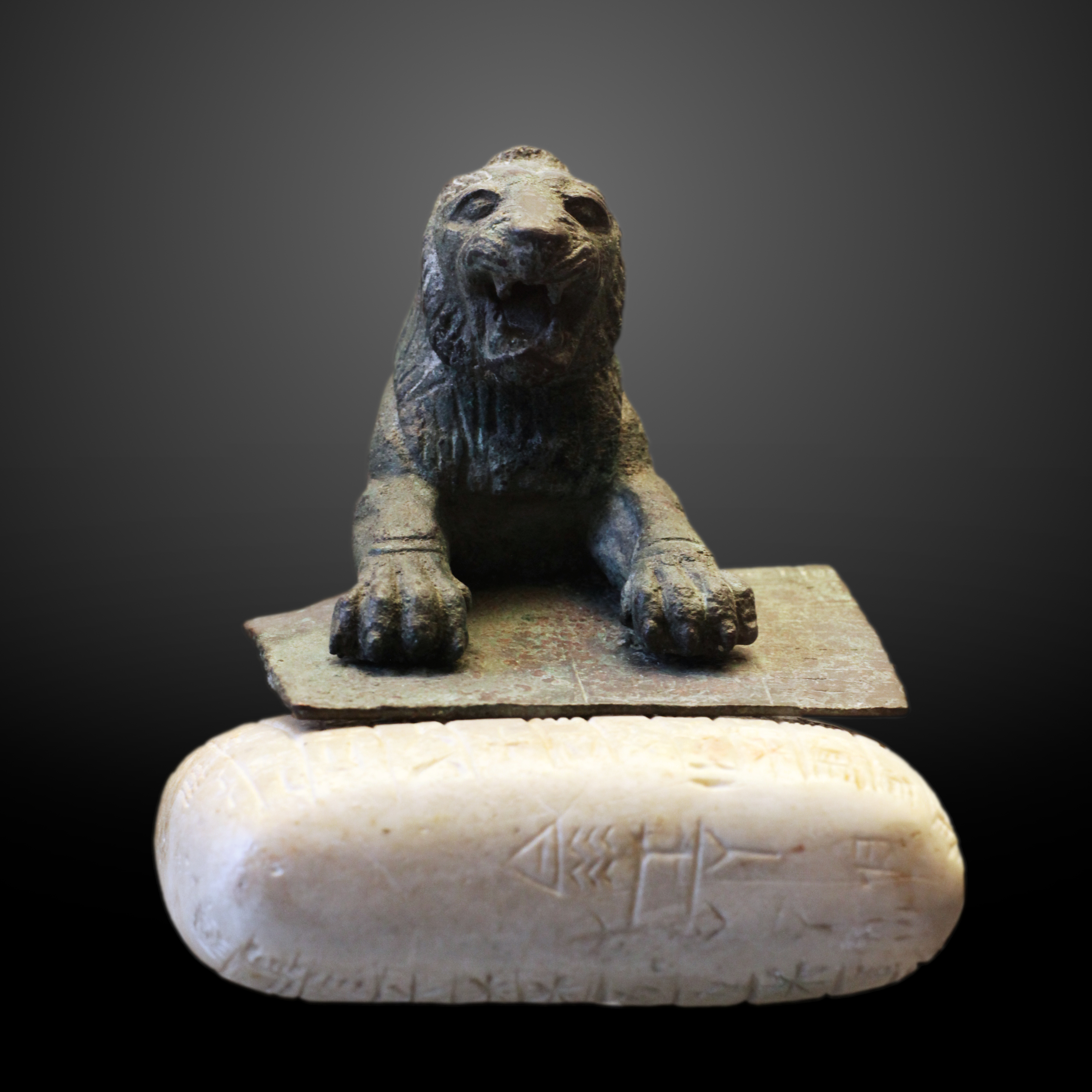
Gründungsinschrift des Tišatal von Urkeš, um 2000 v. Chr.

Tišatal war ein hurritischer Fürst (endan) von Urkeš um 2000 v. Chr.; eine genauere zeitliche Einordnung ist nicht möglich. Er ist bekannt aus einer Gründungsinschrift für einen Tempel. Es handelt sich um eine gut erhaltene Steintafel, die von einem bronzenen Löwen gehalten wird. Die Tafel gehört zu den ältesten Zeugnissen der Hurritischen Sprache und auch der Hurritischen Religion. Der Name der Gottheit, für die der Tempel gestiftet wurde, lautet DINGIRKIŠ.GAL, was eine frühe Schreibung für Nergal sein dürfte. Die alternative Deutung dieses Namens als Kumarbi ist  umstritten. Als Beschützer des von Tišatal gestifteten Tempels wird der Gott  Lubadag genannt, in der Fluchformel kommen noch der Wettergott und die "Herrin von Nagar" vor.
Zwei weitere Keilschrifttexte aus derselben Zeitepoche nennen einen Tišatal, Mann von Ninive und einen Tišatal, König von Karaḫar. Hierbei könnte es sich um verschiedene Personen handeln.